# لا پلیس (ایلینوی)
لا پلیس (به انگلیسی: La Place) یک منطقهٔ مسکونی در ایالات متحده آمریکا است که در شهرستان پیات، ایلینوی واقع شده‌است. لا پلیس ۲۵۹ نفر جمعیت دارد و ۲۱۴ متر بالاتر از سطح دریا واقع شده‌است.